# Walter Steiner
Walter Steiner, född 15 februari 1951 i Wildhaus, kantonen Sankt Gallen, är en schweizisk tidigare backhoppare och backhoppningstränare.

## Karriär
Walter Steiner hade sin allra första framgång internationellt 1 januari 1972 då han vann den första världsmästerskapen i skidflygning i Planica. En dryg månad senare tog han en silvermedalj i stora backen (K90) under Olympiska vinterspelen 1972 i Sapporo.
I tio år var Walter Steiner med i det schweiziska landslaget i backhoppning. Han tog en silvermedalj i skidflygnings-VM 1973 i Oberstdorf. 1977 blev han igen världsmästare i skidflygning, i Vikersundbacken. Han vann tävlingen i Holmenkollen 1974 och tilldelades Holmenkollenmedaljen 1977, tillsammans med Helena Takalo och Hilkka Kuntola.
Walter Steiner hade sina bästa säsonger i Tysk-österrikiska backhopparveckan 1973/1974 och 1976/1977 då han blev tvåa sammanlagt. Han vann deltävlingen i Große Olympiaschanze, Garmisch-Partenkirchen januari 1974. Han fick en tredjeplats i Bergiselbacken och var 43,2 poäng bak Hans-Georg Aschenbach, Östtyskland.
Säsongen 1976/1977 vann han deltävlingen i backhopparveckan i Paul-Ausserleitner-Schanze, Bischofshofen, blev tvåa i Bergiselschanze i Innsbruck och fick en tredjeplats i Schattenbergbacken, Oberstdorf. Jochen Danneberg, Östtyskland vann backhopparveckan sammanlagt, 6,0 poäng före Walter Steiner.
I en tid då backhopparna blev allt mera småväxta lättviktare, var Walter Steiner atypisk. Han var en relativt stor och tung idrottare och känd som en "krafthoppare". Han hade sina största framgångar i de allra största hoppbackarna och helst när farten var låg. Då kunde han ibland utklassa sina motståndare.
Walter Steiner avslutade den aktiva idrottskarriären 1978.

## Senare karriär
Efter att ha avslutad sin aktiva idrottskarriär var Steiner assistenttränare för det schweiziska landslaget. Han var också serviceman och duktig på att valla skidor. Han har arbetat med att förbättra hoppbackar och backprofiler för att backhoppningen ska bli mindre riskfylld.
Walter Steiner verkar i schweiziska Sporthilfe som arbetar för att hjälpa fram morgondagens idrottshjältar i Schweiz.

## Övrigt
Walter Steiner bor sedan 1990 i Falun.
Den tyska filmregissören Werner Herzog skapade 1974 dokumentärfilmen Die große Ekstase des Bildschnitzers Steiner (engelska: The Great Ecstasy of Woodcarver Steiner) baserad på Walter Steiners liv som träskulptör och backhoppare.

## Utmärkelser
Walter Steiner tilldelades Holmenkollenmedaljen 1977. 